# 4-й понтонно-мостовой полк
4-й отдельный понтонно-мостовой полк — воинское подразделение Вооружённых Сил СССР во время Великой Отечественной войны.

## История
В составе действующей армии с 22 июня 1941 по 10 августа 1941 года.
На 22 июня 1941 года находится в Лунне, близ Алитуса. До начала войны силами полка были заминированы мосты через Неман в Алитусе, однако 21 июня 1941 года полк же и разминировал эти переправы по приказу - в результате чего переправа немецких войск через реку прошла быстро и без серьёзных затруднений. Днём 22 июня 1941 года силами полка была предпринята попытка заминировать вновь и подорвать мосты, но было уже поздно и подрывники попали в плен. Полк отступал в направлении на Каунас, где силами полка мосты были подорваны.
В дальнейшем полк отступает на восток, на 15 июля 1941 года находится в районе Полоцка.
В конце июля 1941 года переформирован в 50-й отдельный моторизованный понтонно-мостовой батальон, управление полка расформировано 10 августа 1941 года
Командир полка: майор Н.П.Беликов (пропал без вести 6 июля 1941 года)
Надо иметь в виду, что во время войны в боевых действиях с 1944 года также принимал участие 4-й моторизованный понтонно-мостовой полк

### Подчинение
| Дата       | Фронт (округ)         | Армия      | Корпус | Дивизия | Бригада | Примечания |
| ---------- | --------------------- | ---------- | ------ | ------- | ------- | ---------- |
| 22.06.1941 | Северо-Западный фронт | -          | -      | -       | -       | -          |
| 01.07.1941 | Северо-Западный фронт | -          | -      | -       | -       | -          |
| 10.07.1941 | Северо-Западный фронт | 11-я армия | -      | -       | -       | -          |